# 1 de agosto
El 1 de agosto es el 213.er (ducentésimo decimotercer) día del año en el calendario gregoriano y el 214.º (ducentésimo decimocuarto) en los años bisiestos. Quedan 152 días para finalizar el año.

## Acontecimientos
- 30 a. C.: César Augusto entra en Alejandría y toma el control de la misma para la Antigua república romana.
- 314: el emperador Constantino I convoca el Concilio de Arlés.
- 527: Justiniano I se convierte en Emperador Bizantino.
- 608: se dedica Columna de Focas al emperador romano Focas, último añadido del Foro Romano.
- 939: las tropas del rey leonés Ramiro II vencen a las de Abderramán III en la batalla de Simancas.
- 1137: en Aragón (actual España), Ramiro II promete en matrimonio a su hija Petronila con Ramón Berenguer IV de Barcelona.
- 1291: se funda la Confederación Helvética con la unión de los condados de Uri, Schwyz y Unterwalden (formado este último por Obwalden y Nidwalden); inicio del estado suizo.
- 1443: Alfonso V continúa su política expansionista y conquista el condado de Fano.
- 1461: Eduardo IV se convierte en rey de Inglaterra.
- 1469: Luis XI de Francia crea en Amboise la Orden de San Miguel que es una orden militar.
- 1492: en España, los Reyes Católicos ordenan la expulsión de los judíos.
- 1498: Cristóbal Colón avista la primera tierra firme del continente americano, en lo que luego se llamará Venezuela.
- 1518: en Estrasburgo (en esa época parte del Sacro Imperio Romano Germánico), llega a su apogeo la Epidemia de baile de 1518: aproximadamente 400 personas bailaban enloquecidamente en las calles sin parar. La mayoría murió como consecuencia de infartos cardíacos, ataques cerebrovasculares y agotamiento.
- 1520: En la Catedral de Ávila, España, se reúnen los representantes de las ciudades de Toledo, Segovia, Salamanca, Toro y Zamora para conformar unas Cortes Generales con el objetivo de  reorganizar la estructura política de la Corona de Castilla. Estas cortes se oponían a las políticas aprobadas por Carlos I de España en las Cortes de La Coruña, así como a la tendencia del rey de nombrar a extranjeros en altos cargos de poder, desencadenando la Rebelión de las Comunidades de Castilla.
- 1595: muere en la horca Gabriel Espinosa, el pastelero de Madrigal, que fingió ser el rey Sebastián de Portugal.
- 1610: Rodrigo de Vivero llega a tierras novohispanas procedente de Japón.
- 1674: en Utrecht (Países Bajos), un tornado destruye la nave que unía la catedral de Dom (Domkerk) y la torre de Dom (Domtoren).
- 1704: la escuadra anglo-neerlandesa, al mando del contralmirante George Rooke, comienza el asedio de Gibraltar, durante la guerra de sucesión española.
- 1726: se otorga la Carta Puebla al municipio de Figueroles (Castellón).
- 1772: se produce el primer reparto de Polonia, en provecho de Prusia, Rusia y Austria.
- 1774: el elemento oxígeno es descubierto independientemente por Joseph Priestley, corroborando los hallazgos previos de Carl Wilhelm Scheele.
- 1776: el rey Carlos III crea el Virreinato del Río de la Plata.
- 1832: entra en servicio el primer ferrocarril de vapor en Austria, entre Linz y České Budějovice, destinado al transporte de sal.
- 1834: queda abolida la esclavitud en todos los territorios dependientes del Imperio británico.
- 1837: En Barcelona se publica el primer número del periódico El Constitucional.
- 1867: Rusia vende Alaska a los Estados Unidos por 7,2 millones de dólares.
- 1889: se funda el Listín Diario, el periódico de mayor circulación en la República Dominicana.
- 1898: se inaugura el Museo Español de Arte Contemporáneo en el Palacio de Bibliotecas y Museos de la calle Recoletos de Madrid (actual sede de la Biblioteca Nacional), con Pedro Madrazo como director.
- 1900: el médico cubano Carlos Finlay hace público sus descubrimientos sobre el mosquito transmisor de la fiebre amarilla.
- 1902: la explosión de una mina de carbón en Wollongong (Australia), causa la muerte de un centenar de obreros.
- 1907: en la isla de Brownsea (Inglaterra), el militar Robert Baden-Powell realiza el primer campamento scout de la Historia, considerado el nacimiento del escultismo.
- 1911: comienza a funcionar el giro postal en España.
- 1911: en Huelva (España), un gran incendio destruye la fundición Bessemer de Río Tinto.
- 1912: se inaugura el correo aéreo semanal entre París y Londres.
- 1912: en el Jungfrau (Alpes suizos) entra en servicio la estación de ferrocarril del Jungfraujoch, a 3454 m de altitud.
- 1914: Alemania le declara la guerra a Rusia, dando inicio a la Primera Guerra Mundial.
- 1915: en Bahía Blanca, Argentina, se funda el Club Atlético Puerto Comercial (Ingeniero White).
- 1916: dirigibles alemanes bombardean Londres.
- 1917: Puig i Cadafalch se convierte en el nuevo presidente de la Mancomunidad catalana, tras el fallecimiento de Enric Prat de la Riba.
- 1917: el papa Benedicto XV hace un llamamiento a la paz a todas las fuerzas beligerantes en la I Guerra Mundial.
- 1920: se celebra el congreso fundacional del Partido Comunista de Gran Bretaña.
- 1920: Londres acoge el primer jamboree mundial del movimiento scout, en el que fue nombrado presidente Baden-Powell.
- 1920: en Punta Arenas (Chile) se mantiene viva la huelga general revolucionaria.
- 1920: en la India, Gandhi comienza una campaña de desobediencia civil.
- 1926: en Nápoles Italia se funda el club de fútbol Società Sportiva Calcio Napoli.
- 1926: en México entran en vigor las leyes anticlericales que dan inicio a la Guerra Cristera, la cual no finalizaría hasta 1929.
- 1927: en Nanchang (China) se produce el primer alzamiento comunista.
- 1928: diputados croatas fundan un Parlamento separatista del resto de Yugoslavia.
- 1933: en Halle (Alemania) se imparte el primer curso de «higiene racial», que durante el Tercer Reich será obligatorio dentro del programa académico de formación médica.
- 1934: en la India, Gandhi concluye su campaña de solidaridad con la casta de los "parias".
- 1940: se funda en Albacete el Albacete Balompié
- 1942: en la España franquista se publica el primer libro en idioma catalán tras la guerra: Rosa mística, obra religiosa del sacerdote Camil Geis.
- 1942: en República Dominicana comienza el tercer periodo presidencial del dictador Rafael Leónidas Trujillo.
- 1942: en Daegu (Corea del Sur) se registra la temperatura más alta en la Historia de ese país: 40 °C (104 °F).
- 1943: Birmania se independiza del Imperio británico.
- 1944: en el marco de la Segunda Guerra Mundial: Varsovia se subleva contra la ocupación alemana en un combate que dura 63 días. Tras el alzamiento, el ejército alemán destruye el 85% de la ciudad.
- 1945: en México se constituye un nuevo gobierno.
- 1946: los griegos se manifiestan mediante referéndum a favor del regreso del rey Jorge II.
- 1947: Resolución 27 del Consejo de Seguridad de las Naciones Unidas es adoptada.
- 1948: Filipinas, en la provincia de Dávao del Sur se crea el municipio de La Trinidad.
- 1950: Balduino I presta juramento como rey de Bélgica.
- 1950: la Unión Soviética se reintegra en el Consejo de Seguridad de la ONU.
- 1952: en Santo Domingo, República Dominicana se realiza la primera emisión de televisión de La Voz Dominicana.
- 1952: en Islandia, Ásgeir Ásgeirsson se convierte en presidente.
- 1958: en Cuba, las tropas estadounidenses se retiran de la isla.

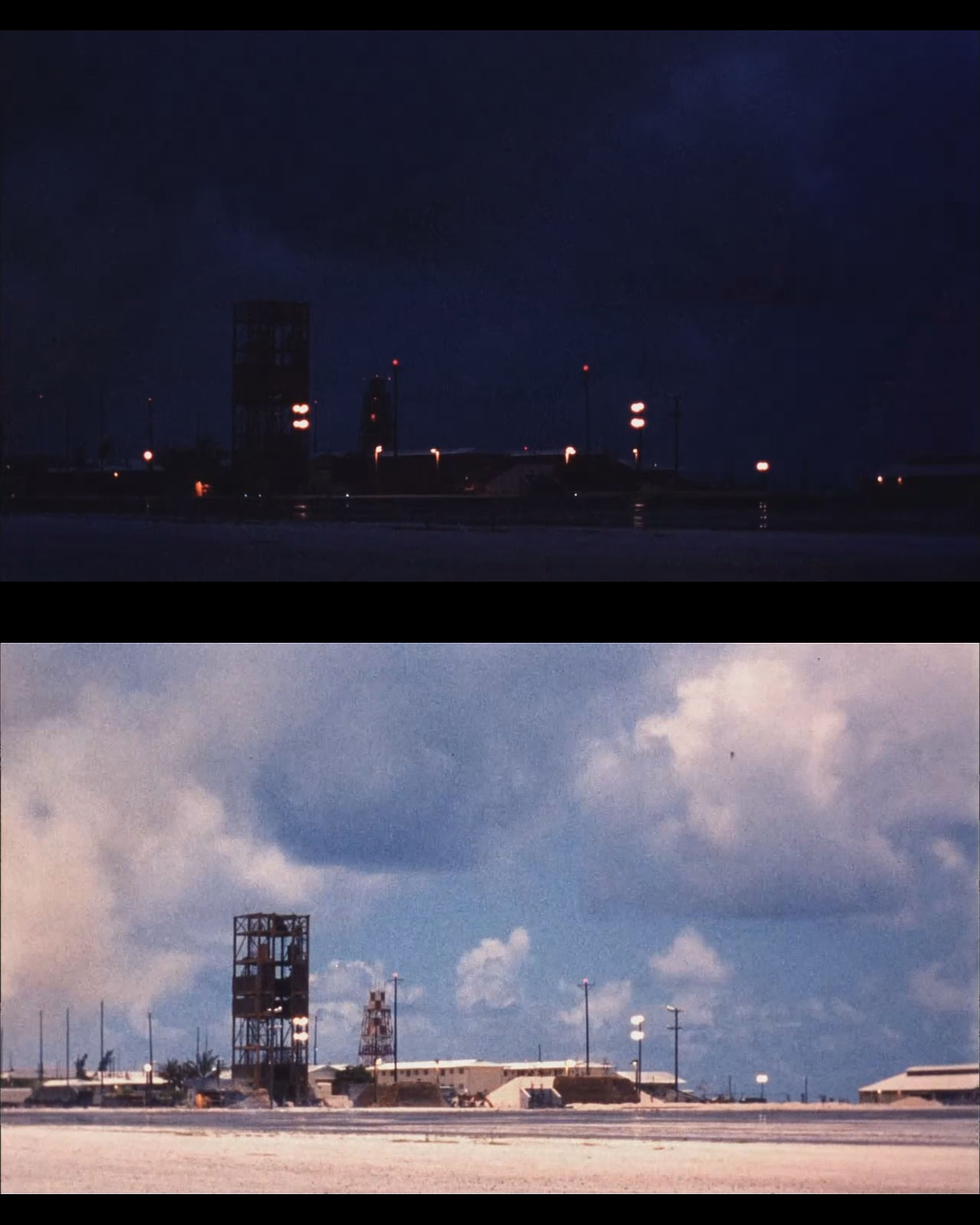
En la foto superior se ven las instalaciones en el atolón Johnston inmediatamente antes de la detonación de la bomba atómica Teak (1 de agosto de 1958). En la foto inferior, la escena es iluminada solo por la explosión nuclear (a 81 km de altitud).

- 1958: a las 10:50 UTC (23:50 hora local, del 31 de julio), a 81 km por encima del atolón Johnston (islas Marshall, en medio del océano Pacífico), Estados Unidos detona su bomba atómica Teak, de 3800 kilotones. Es la bomba n.º 153 de las 1132 que Estados Unidos hizo detonar entre 1945 y 1992.
- 1960: Benín se independiza del Imperio francés.
- 1964: en Venezuela se inician las transmisiones de Cadena Venezolana de Televisión (hoy Venezolana de Televisión).
- 1965: en el Hospital Clínico de Barcelona concluye con éxito la intervención quirúrgica de trasplante de riñón.
- 1966: en Nigeria, un golpe de Estado ―perpetrado por el teniente Yakubu Gowon― derroca el gobierno militar del general Johnson Aguiyi-Ironsi.
- 1970: Yasir Arafat proclama su voluntad de liberar Palestina por medio de la lucha armada.
- 1970: en la Ciudad de México, se inaugura el primer tramo de la Línea 2 del Metro desde Pino Suárez a Tasqueña.
- 1971: se realiza el concierto benéfico The Concert for Bangladesh, organizado por George Harrison y Ravi Shankar.
- 1972: en Lanzarote se funda el San Bartolomé Club de Fútbol.
- 1976: en Montreal comienza la XXI edición de los Juegos Olímpicos, en los que brillaría la gimnasta rumana Nadia Comăneci.
- 1976: en Nürburgring, durante el Gran Premio de Alemania, el piloto austriaco de Fórmula 1, Niki Lauda sufre un accidente al chocar su auto contra la barrera de protección; sobrevivió pese a las serias quemaduras en su cabeza y afectación a sus pulmones.
- 1977: en España, recién liberada de la dictadura de Franco, todos los grupos parlamentarios, a excepción del grupo mixto, eligen el texto de la ponencia para redactar el borrador de la nueva Constitución española.
- 1980: en su chalé de Somosaguas, en Madrid, aparecen asesinados los marqueses de Urquijo.
- 1981: en Estados Unidos inicia sus transmisiones el canal televisivo de música MTV.
- 1986: en la Ciudad de México, se inaugura el primer tramo del Tren Ligero de la Ciudad de México, desde Tasqueña a Estadio Azteca.
- 1989: se lanza la primera versión de Microsoft Office,[1] que incluía Excel, PowerPoint y Word, además la versión pro(profesional) incluía acces y Schedule plus[cita requerida]
- 2003: en París, Marie Trintignant, hija del célebre cineasta francés Jean-Louis Trintignant, muere por los golpes que le propinó su pareja sentimental, el cantante Bertrand Cantat.
- 2004: en Asunción (Paraguay) se incendia el supermercado Ycuá Bolaños. Los dueños, así como los vigilantes de seguridad son inculpados por el cierre de las puertas para evitar saqueos, el resultado: alrededor de 400 muertos y más de 500 heridos.
- 2005: en Arabia Saudita, fallece Fahd bin Abdulaziz, rey de Arabia Saudita debido a una posible infección pulmonar; su muerte indica el comienzo del reinado de su sucesor: Abdalá bin Abdulaziz.
- 2007: en Mineápolis (Estados Unidos) se desploma un puente sobre el río Misisipi. Muchos automóviles caen al agua y hay un número indeterminado de muertos.
- 2008: segundo eclipse solar del milenio, visible en China y otros países y, vía internet, en todo el mundo.[cita requerida]
- 2014: Convenio del Consejo de Europa sobre prevención y lucha contra la violencia contra las mujeres y la violencia doméstica está en vigor.
- 2015: Entra en vigencia el Código Civil y Comercial de la Nación Argentina.
- 2023: Inicio de la construcción del nuevo Estadio Libertador Simón Bolívar, sede del Club Bolívar.

## Nacimientos
- 10 a. C.: Claudio, emperador de Roma entre el 41 y el 54 (f. 54).
- 126: Pertinax, emperador romano (f. 193).
- 845: Sugawara no Michizane, académico, político y poeta japonés (f. 903).
- 992: Hyeonjong de Goryeo, rey coreano (f. 1031).
- 1313: Kōgon, emperador japonés. (f. 1364).
- 1377: Go-Komatsu, emperador japonés (f. 1433).
- 1520: Segismundo II Augusto Jagellón, primer rey de Polonia-Lituania (f. 1572).
- 1579: Luis Vélez de Guevara, escritor español (f. 1644).
- 1714: Richard Wilson, pintor galés (f. 1782).
- 1719: Pedro Pablo Abarca de Bolea, militar y aristócrata español (f. 1798).
- 1744: Jean-Baptiste Lamarck, botánico y zoólogo francés (f. 1829).
- 1757: Pedro Estala, escritor, helenista, filólogo, traductor, crítico literario, editor y religioso escolapio español (f. 1815).
- 1770: William Clark, explorador estadounidense (f. 1838).
- 1779: Lorenz Oken, naturalista alemán (f. 1851).
- 1779: Francis Scott Key, abogado estadounidense, autor del himno nacional de los Estados Unidos (f. 1843).
- 1782: Eugenio de Mazenod, sacerdote francés, fundador de la Congregación de Misioneros Oblatos de María Inmaculada (f. 1861).
- 1818: Maria Mitchell, astrónoma estadounidense (f. 1889).

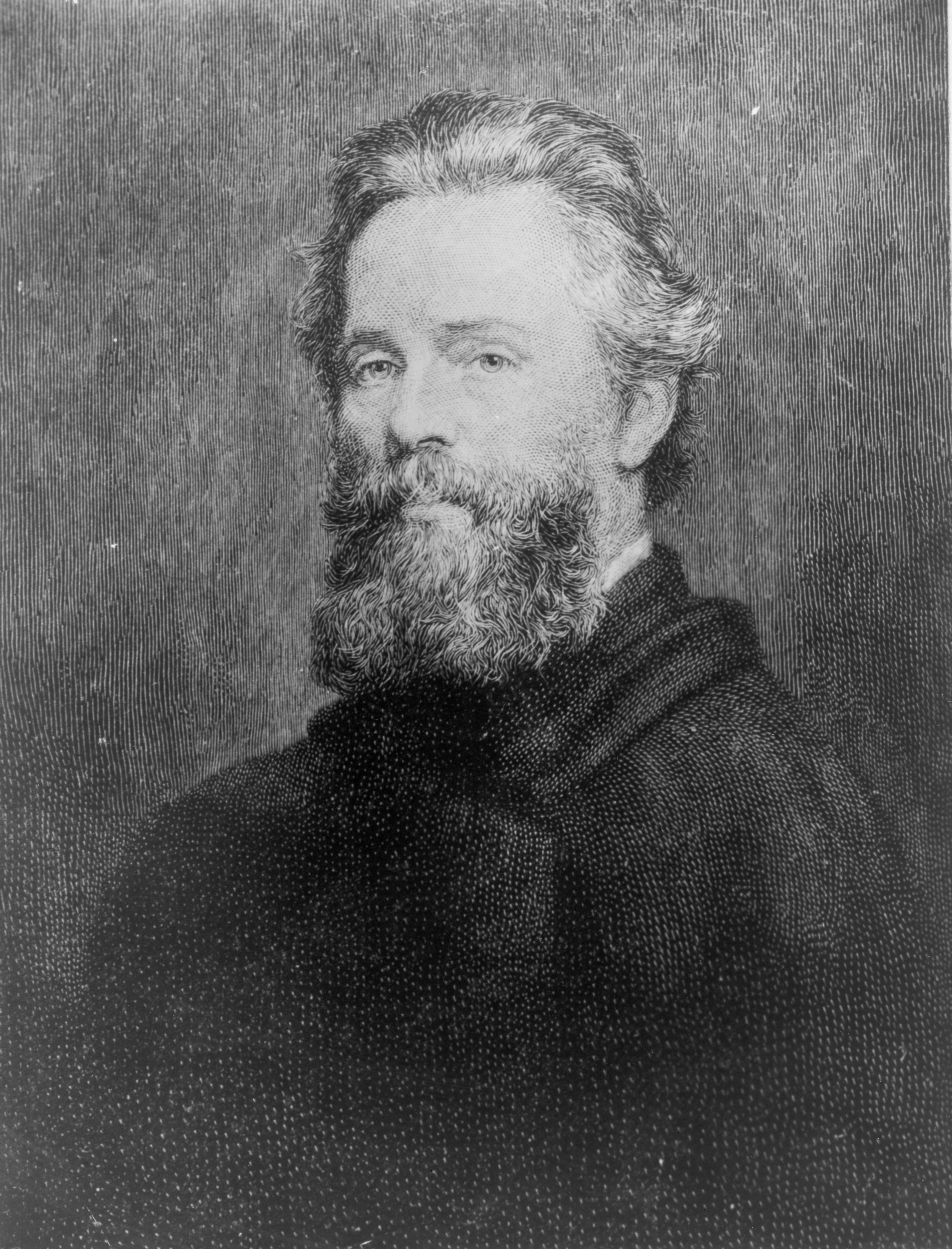
Herman Melville

- 1819: Herman Melville, escritor estadounidense (f. 1891).
- 1837: José María Galván y Candela, pintor y grabador español (f. 1899).
- 1837: Mother Jones, agitadora sindical irlandesa (f. 1930).
- 1843: Robert Todd Lincoln, abogado y político estadounidense (f. 1926).
- 1847: Pedro Palacios y Sáenz, ingeniero español (f. 1921).
- 1847: Anton Reichenow, ornitólogo alemán (f. 1941).
- 1856: Daniel Hernández Morillo, pintor peruano (f. 1932).
- 1858: Hans Rott, compositor austriaco (f. 1884).
- 1859: Pedro Núñez Granés, arquitecto e ingeniero español (f. 1944).
- 1862: M. R. James, escritor británico (f. 1936).
- 1863: Gaston Doumergue, estadista francés (f. 1937).
- 1865: Eugenio Napoleón, aristócrata sueco (f. 1947).
- 1873: Francisco Contreras Ballesteros, militar mexicano (f. 1915).
- 1873: Gabriel Terra, abogado y político uruguayo (f. 1942).
- 1875: Elpidio González, político argentino (f. 1951).
- 1879: Augusto Samuel Boyd, cirujano y político panameño (f. 1957).

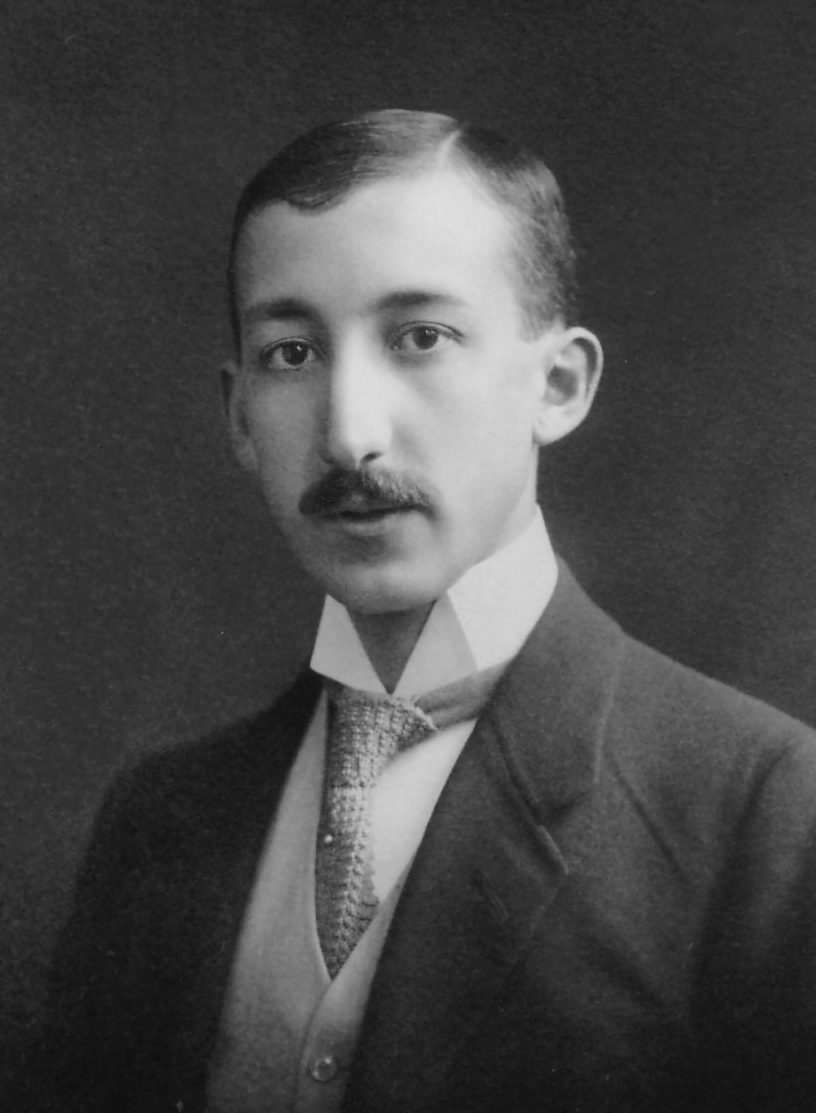
George Hevesy

- 1883 Marion Lorne  actriz estadounidense (f. 1968)

- 1885: George Hevesy, químico húngaro, premio Nobel de Química en 1943 (f. 1966).
- 1893: Alejandro I, rey griego (f. 1920).
- 1894: Ottavio Bottecchia, ciclista italiano (f. 1927).
- 1894: Juan Filloy, escritor argentino (f. 2000).
- 1899: William Steinberg, director de orquesta y músico alemán (f. 1978).
- 1899: Raymond Mays, piloto de automovilismo británico (f. 1980).
- 1902: Serafina Quinteras, escritora peruana (f. 2004).
- 1906: William Keith Chambers Guthrie, filólogo clásico escocés (f. 1981).
- 1907: Angelo Sbardellotto, anarquista italiano (f. 1932).
- 1908: Miloslav Kabeláč, compositor checo (f. 1979).
- 1910: Gerda Taro, fotógrafa alemana (f. 1937).
- 1912: Henry Jones, actor estadounidense (f. 1999).
- 1913: Enrique Spangenberg, político, profesor universitario y nadador argentino (f. 1997).
- 1914: J. Lee Thompson, cineasta británico (f. 2002).
- 1916: Fiorenzo Angelini, cardenal italiano (f. 2014).
- 1916: Anne Hébert, poetisa canadiense (f. 2000).
- 1918: Mario López, poeta y pintor español (f. 2003).
- 1921: Jack Kramer, tenista estadounidense (f. 2009).
- 1920: Elena Kólesova, partisana soviética (f. 1942).
- 1921: Ada Wójcik, actriz soviética (f. 1982).
- 1924: Abdalá bin Abdulaziz, aristócrata saudí, rey de Arabia Saudita entre 2006 y 2015 (f. 2015).
- 1924: Georges Charpak, físico francés de origen polaco (f. 2010).
- 1925: Alicia Berdaxágar, actriz argentina (f. 2018).
- 1926: Leopoldo Sucre Figarella, político venezolano (f. 1996).
- 1928: César Leante, escritor cubano nacionalizado español.
- 1929: Íñigo Cavero, político y aristócrata español (f. 2002).
- 1929: Betty Ruth, primera actriz Colombo-venezolana.
- 1930: Pierre Bourdieu, sociólogo francés (f. 2002).
- 1930: Lawrence Eagleburger, político y diplomático estadounidense (f. 2011).
- 1930: Ernesto Fonseca Carrillo, narcotraficante mexicano.
- 1933: Dom DeLuise, actor estadounidense (f. 2009).
- 1933: Meena Kumari, actriz india (f. 1972).
- 1933: Toni Negri, filósofo italiano.
- 1936: William Donald Hamilton, biólogo evolutivo británico (f. 2000).
- 1936: Yves Saint Laurent, diseñador de moda y empresario francés (f. 2008).
- 1936: Carlos de Wurtemberg, aristócrata («duque de Wurtemberg») empresario alemán (f. 2022).
- 1938: Jacques Diouf, político senegalés (f. 2019), director general de la FAO.
- 1938: Paddy Moloney, músico folk irlandés (f. 2021).
- 1940: Totó la Momposina, es una cantante de música folclórica de la Costa Caribe de Colombia.
- 1941: Jordi Savall, violagambista, director de orquesta y musicólogo español, especializado en música antigua.
- 1941: Katsunosuke Hori, seiyū japonés.
- 1942: Jerry Garcia, músico estadounidense, de la banda Grateful Dead (f. 1995).
- 1942: Ernesto Fonseca Carrillo, narcotraficante mexicano.
- 1942: Giancarlo Giannini, actor italiano.
- 1943: Carlos Roffé, actor argentino (f. 2005).
- 1945: Douglas Dean Osheroff, físico estadounidense, premio Nobel de Física en 1996.
- 1948: Carmen Lomana, mujer de negocios y coleccionista de alta costura española.
- 1948: Jorge Maronna, músico y humorista argentino, fundador de la banda Les Luthiers.
- 1949: Kurmanbek Bakíev, político y presidente kirguistano.
- 1949: Santiago Ramos, actor español.
- 1950: Loles León, actriz española.
- 1950: Teófilo Eduardo Veras López (Teo Veras), locutor y empresario radiofónico dominicano (f. 2018).[2]
- 1951: Tommy Bolin, guitarrista estadounidense, de la banda Deep Purple.
- 1952: Juan Ribó, actor español.
- 1952: Zoran Đinđić, político serbio.
- 1952: Takayuki Sugō, seiyū japonés.
- 1953: Óscar Cantón Zetina, político mexicano.
- 1953: Robert Cray, músico estadounidense.

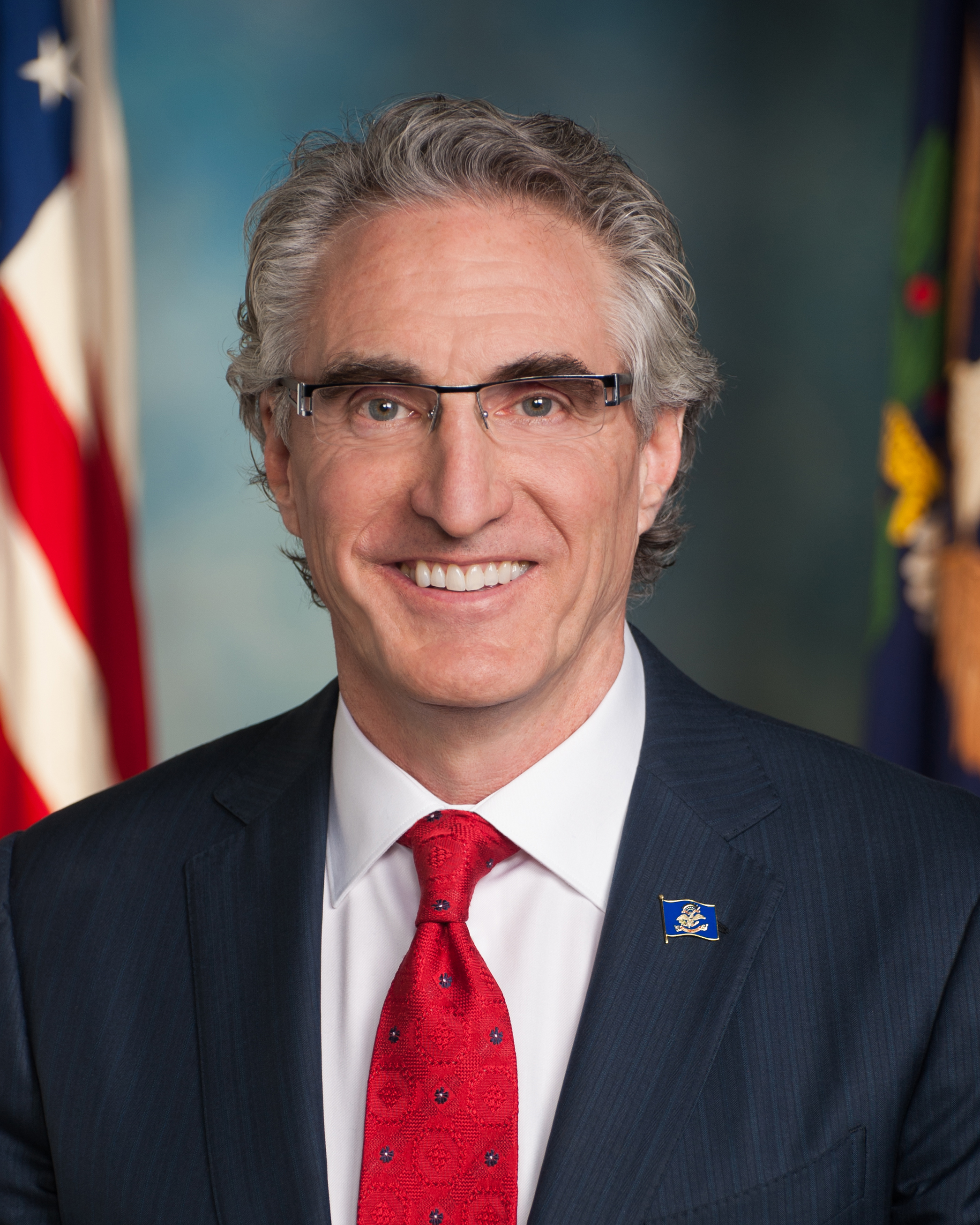
Doug Burgum

- 1956: Tom Leykis, presentador de radio estadounidense.
- 1956: Poli Armentano, empresario y magnate del jet-set argentino (f. 1994).
- 1956: Doug Burgum, empresario, filántropo y político estadounidense, Gobernador de Dakota del Norte desde 2016.
- 1958: Rob Buck, músico estadounidense, de la banda 10,000 Maniacs (f. 2000).
- 1959: Joe Elliott, músico británico, de la banda Def Leppard.
- 1959: José Manuel Hurtado, futbolista español.
- 1960: Chuck D, rapero, compositor, actor y productor musical estadounidense.
- 1960: Cristina del Valle, cantante española.
- 1961: Alberto Comesaña, cantante español.
- 1961: Allen Berg, piloto de automovilismo canadiense.
- 1962: María Belén Aramburu, periodista y conductora de televisión argentina.

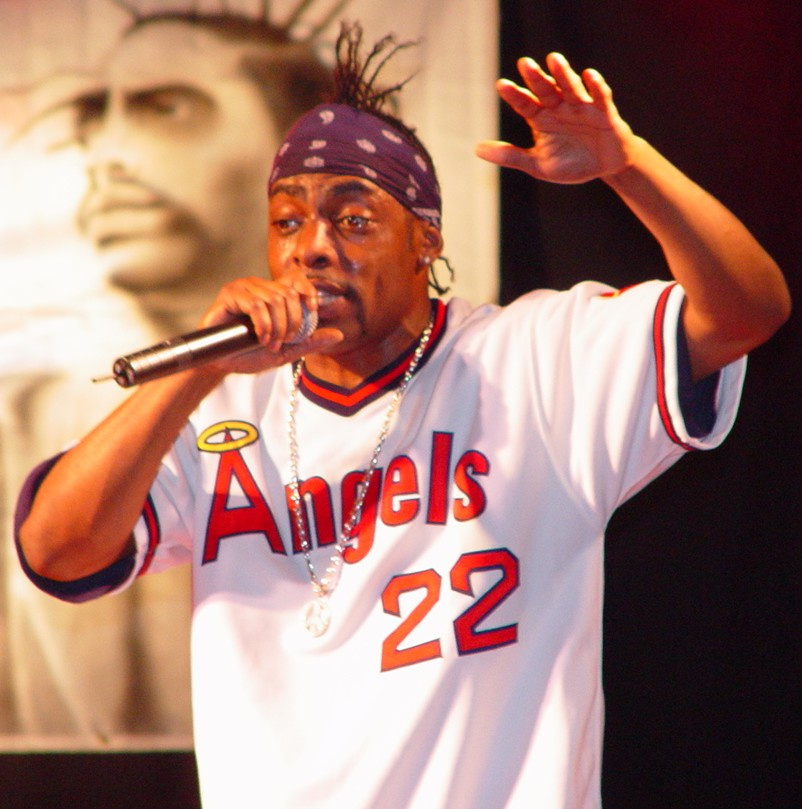
Coolio

- 1963: Demián Bichir, actor mexicano.
- 1963: Coolio, rapero estadounidense (f. 2022).
- 1963: María Gabriela Epumer, guitarrista, cantante y compositora argentina (f. 2003).
- 1963: John Carroll Lynch, actor estadounidense.
- 1964: Adam Duritz, músico estadounidense, de la banda Counting Crows.
- 1964: Carlos "Café" Martínez, beisbolista venezolano (f. 2006).
- 1964: Kaspar Capparoni, actor italiano.
- 1965: Sam Mendes, cineasta británico.
- 1966: Horacio de la Peña, tenista argentino.
- 1967: Daniel La Tota Santillán, conductor de televisión argentino (f. 2024).
- 1968: Stacey Augmon, baloncestista estadounidense.
- 1968: Dan Donegan, músico estadounidense, de la banda Disturbed.
- 1969: Ana Celentano, actriz argentina.
- 1969: Teresa Hales, actriz chilena.
- 1970: Luis Callejo, actor español.
- 1970: David James, futbolista británico.
- 1970: Maxi Trusso, cantante argentino.
- 1971: Juan Camilo Mouriño, político español (f. 2008).
- 1973: Tempestt Bledsoe, actriz estadounidense.
- 1973: Eduardo Noriega, actor español.
- 1973: Edurne Pasaban, montañera española.
- 1973: Gregg Berhalter, futbolista estadounidense.
- 1973: Antonio Gómez Pérez, futbolista y entrenador español.
- 1973: Jirka Arndt, atleta alemán (f. 2024).
- 1974: Dennis Lawrence, futbolista trinitense.
- 1975: Malin Moström, futbolista sueca.
- 1976: Iván Duque, abogado y político colombiano, presidente de Colombia entre 2018 y 2022.
- 1976: Nwankwo Kanu, futbolista nigeriano.
- 1976: Sultan Saeed, atleta maldivo.
- 1976: Jorge Rodrigo Barrios, boxeador argentino.
- 1977: Damien Saez, músico francés.
- 1977: Gorka de Carlos, futbolista español.
- 1978: Juliana Gattas, cantante argentina.
- 1978: Dhani Harrison, músico británico.
- 1978: Begoña Maestre, actriz española.
- 1978: Zac Brown, cantante y guitarrista estadounidense, de la banda Zac Brown Band.
- 1979: Roberto Hoyas, actor español.
- 1979: Junior Agogo, futbolista ghanés (f. 2019).
- 1979: Jason Momoa, actor estadounidense.
- 1979: Aliaksandr Sulima, futbolista bielorruso.
- 1980: Alessandro Mancini, futbolista brasileño.
- 1980: Esteban Paredes, futbolista chileno.
- 1980: Isabel Marcos Naranjo, locutora española.
- 1980: Gustavo Sever, futbolista argentino.
- 1981: Stuart Kelly, futbolista escocés.
- 1981: Christofer Heimeroth, futbolista alemán.
- 1981: Stephen Hunt, futbolista irlandés.
- 1982: Basem Fathi, futbolista jordano.
- 1982: Yūki Fukaya, futbolista japonés.
- 1982: Tatsuya Suzuki, futbolista japonés.
- 1983: Julien Faubert, futbolista francés.
- 1983: Natalia Siwiec, modelo polaca.
- 1984: Bastian Schweinsteiger, futbolista alemán.
- 1984: Marvin Phillip, futbolista trinitense.
- 1984: Mladen Božović, futbolista montenegrino.
- 1985: Adam Jones, beisbolista estadounidense.
- 1985: Dušan Švento, futbolista eslovaco.
- 1985: Elton Rodrigues Brandão, futbolista brasileño.
- 1985: Flow la Movie, productor discográfico puertorriqueño (f. 2021).
- 1986: Yelena Vesniná, tenista rusa.
- 1986: Elijah Kelley, actor, cantante y bailarín estadounidense.
- 1986: José Isidoro Gómez Torres, futbolista español.
- 1987: Iago Aspas, futbolista español.
- 1987: Rumi Hiiragi, seiyū japonesa.
- 1987: Sébastien Pocognoli, futbolista belga.
- 1988: Nemanja Matić, futbolista serbio.
- 1989: Tiffany Young, cantante coreana-estadounidense, integrante del grupo Girls' Generation.
- 1989: Salman Al-Faraj, futbolista saudí.
- 1990: Alakina Mann, actriz británica.
- 1990: Jack O'Connell, actor británico.
- 1990: Kennys Vargas, beisbolista puertorriqueño.
- 1991: Verónica Rodríguez, actriz pornográfica y modelo erótica venezolana.
- 1992: Jean Luc Gbayara Assoubre, futbolista marfileño.
- 1992: Scarlet Red, actriz pornográfica y modelo erótica estadounidense.
- 1992: Majed Hassan, futbolista emiratí.
- 1993: Mariano Díaz, futbolista dominicano.
- 1993: Leon Thomas III, actor, cantante, compositor y productor musical estadounidense.
- 1993: Alex Rodríguez, futbolista español.
- 1993: Saleh Gomaa, futbolista egipcio.
- 1994: Gonçalo Paciência, futbolista portugués.
- 1994: Domenico Berardi, futbolista italiano.
- 1995: Alessandro Deiola, futbolista italiano.
- 1995: Leah Neale, nadadora australiana.
- 1995: Kim Moon-hwan, futbolista surcoreano.
- 1995: Hiroyuki Mae, futbolista japonés.
- 1995: Ichiro Suzuki, futbolista japonés.
- 1996: Cymphonique Miller, actriz y cantante estadounidense.
- 1996: Yeonwoo, cantante y actriz surcoreana.
- 1996: Yuki Aizu, futbolista japonés.
- 1996: Katie Boulter, tenista británica.
- 1996: Luxolo Adams, atleta sudafricano.
- 1996: Eduardo Expósito Jaén, futbolista español.
- 1997: María Araújo, baloncestista española.
- 1997: Aleksandra Wólczyńska, luchadora polaca.
- 1997: Edward Opoku, futbolista ghanés.
- 1998: Javier Alonso Bello, futbolista español.
- 1998: Camila Baccaro, futbolista uruguaya.
- 1998: Nils Puriņš, futbolista letón.
- 1999: Christoph Baumgartner, futbolista austriaco.
- 1999: Kamiel Bonneu, ciclista belga.
- 1999: Jota Silva, futbolista portugués.
- 2000: Malin Gut, futbolista suiza.
- 2000: Kim Chae-won (cantante), cantante surcoreana. Fue miembro del grupo IZ*ONE. Actualmente es líder del grupo Le Sserafim.
- 2000: Gaspar Garrone, jugador de hockey sobre césped argentino.
- 2000: Yana Tyshchenko, ciclista rusa.
- 2000: Remina Yoshimoto, luchadora japonesa.
- 2000: Sun Jiajun, nadador chino.
- 2000: Aleksandra Jacewicz, piragüista polaca.
- 2000: Dean Mothé, futbolista seychelense.
- 2000: Tre Hawkins III, jugador de fútbol americano estadounidense.
- 2000: Snoop Conner, jugador de fútbol americano estadounidense.
- 2000: Karl Fabien, futbolista francés.
- 2001: Anatoli Trubin, futbolista ucraniano.
- 2001: Emmanuel Addai, futbolista ghanés.
- 2001: Iker Losada, futbolista español.
- 2002: Alejandro Francés, futbolista español.
- 2002: Alba Dargel, futbolista española.
- 2004: Gorka Rivera, futbolista español.

## Fallecimientos
- 30 a. C.: Marco Antonio, militar y político romano (n. 83 a. C.).
- 371: Eusebio de Vercelli, obispo y santo italiano (n. 283).
- 565: Justino I, emperador bizantino (n. ca. 452).
- 1098: Ademar de Monteil, obispo francés (n. ca. 1055).
- 1137: Luis VI, rey francés (n. 1081).
- 1252: Giovanni da Pian del Carpine, misionero franciscano italiano (n. ca. 1182).
- 1457: Lorenzo Valla, humanista italiano (n. 1407).
- 1464: Cosme de Médici, político y banquero italiano (n. 1389).
- 1503: Juan de Borja Llançol de Romaní, el mayor, cardenal y arzobispo español (n. 1446).
- 1546: Pedro Fabro, teólogo francés (n. 1506).
- 1557: Olaus Magnus, escrito sueco (n. 1490).
- 1589: Jacques Clément, personaje francés, asesino de Enrique III (n. 1567).
- 1714: Ana I, reina británica (n. 1665).
- 1787: Alfonso de Ligorio, obispo y santo italiano (n. 1696).
- 1798: François-Paul Brueys d'Aigalliers, almirante francés (n. 1753).
- 1840: Karl Otfried Müller, intelectual y arqueólogo alemán (n. 1797).
- 1846: David Heinrich Hoppe, farmacéutico, botánico, micólogo y médico alemán (n. 1760).
- 1866: John Ross, cacique cheroqui estadounidense (n. 1790).
- 1877: Guillermo Schulz, ingeniero hispano-alemán (n. 1805).
- 1885: Juan Bautista Thorne marino y militar argentino, de origen estadounidense (n. 1807).
- 1900: Lagartijo (Rafael Molina Sánchez), torero español (n. 1841).
- 1903: Calamity Jane, forajida estadounidense (n. 1852).
- 1915: Francisco Contreras Ballesteros, militar mexicano (n. 1873).
- 1920: Bal Gangadhar Tilak, líder indio (n. 1856).
- 1940: Andrés Molina Enríquez, abogado, sociólogo y escritor mexicano (n. 1868).

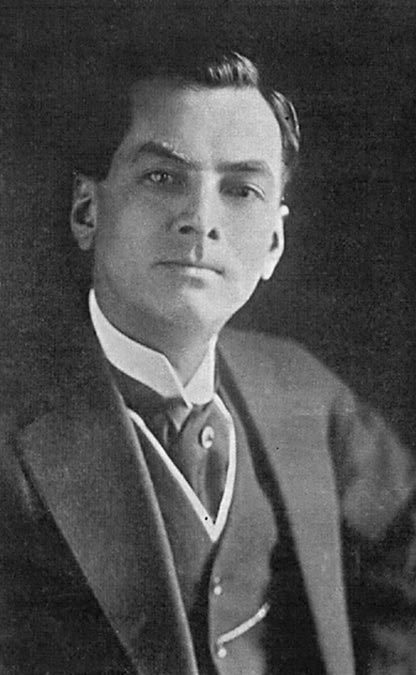
Manuel L. Quezón.

- 1944: Manuel L. Quezon, político filipino, primer presidente de su país (n. 1878).
- 1945: Blas Cabrera, físico español (n. 1878).
- 1955: Carlos González Peña, escritor y periodista mexicano (n. 1885).
- 1959: Jean Behra, piloto francés de Fórmula 1 (n. 1921).
- 1959: Ivor Bueb, piloto de automovilismo británico (n. 1923).
- 1967: Orlando Cochia, autor teatral y radial argentino (n. 1915).
- 1967: Richard Kuhn, químico alemán, premio nobel de química en 1938 (n. 1900).
- 1969: Miguel Labordeta, poeta y dramaturgo español (n. 1921).
- 1969: Gerhard Mitter, piloto de automovilismo alemán (n. 1935).
- 1970: Manuel Droguett Reyes, político chileno (n. 1899).
- 1970: Frances Farmer, actriz estadounidense (n. 1913).
- 1970: María Tereza Montoya, empresaria teatral y actriz mexicana (n. 1900).
- 1970: Otto Heinrich Warburg, fisiólogo alemán, premio nobel de medicina en 1931 (n. 1883).
- 1973: Gian Francesco Malipiero (91), compositor italiano (n. 1882).

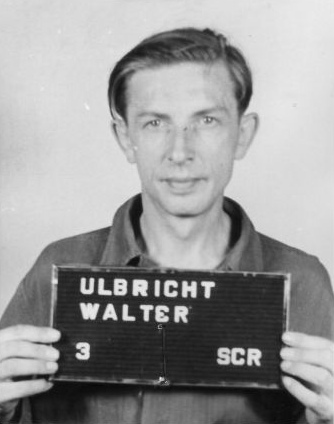
Walter Ulbricht.

- 1973: Walter Ulbricht, político comunista alemán (n. 1893).
- 1977: Francis Gary Powers, piloto estadounidense (n. 1929).
- 1980: Patrick Depailler, piloto francés de Fórmula 1 (n. 1944).
- 1980: Strother Martin, actor estadounidense (n. 1919).
- 1981: Paddy Chayefsky, escritor estadounidense (n. 1923).
- 1985: Fernando Previtali, director de orquesta y músico italiano (n. 1907).

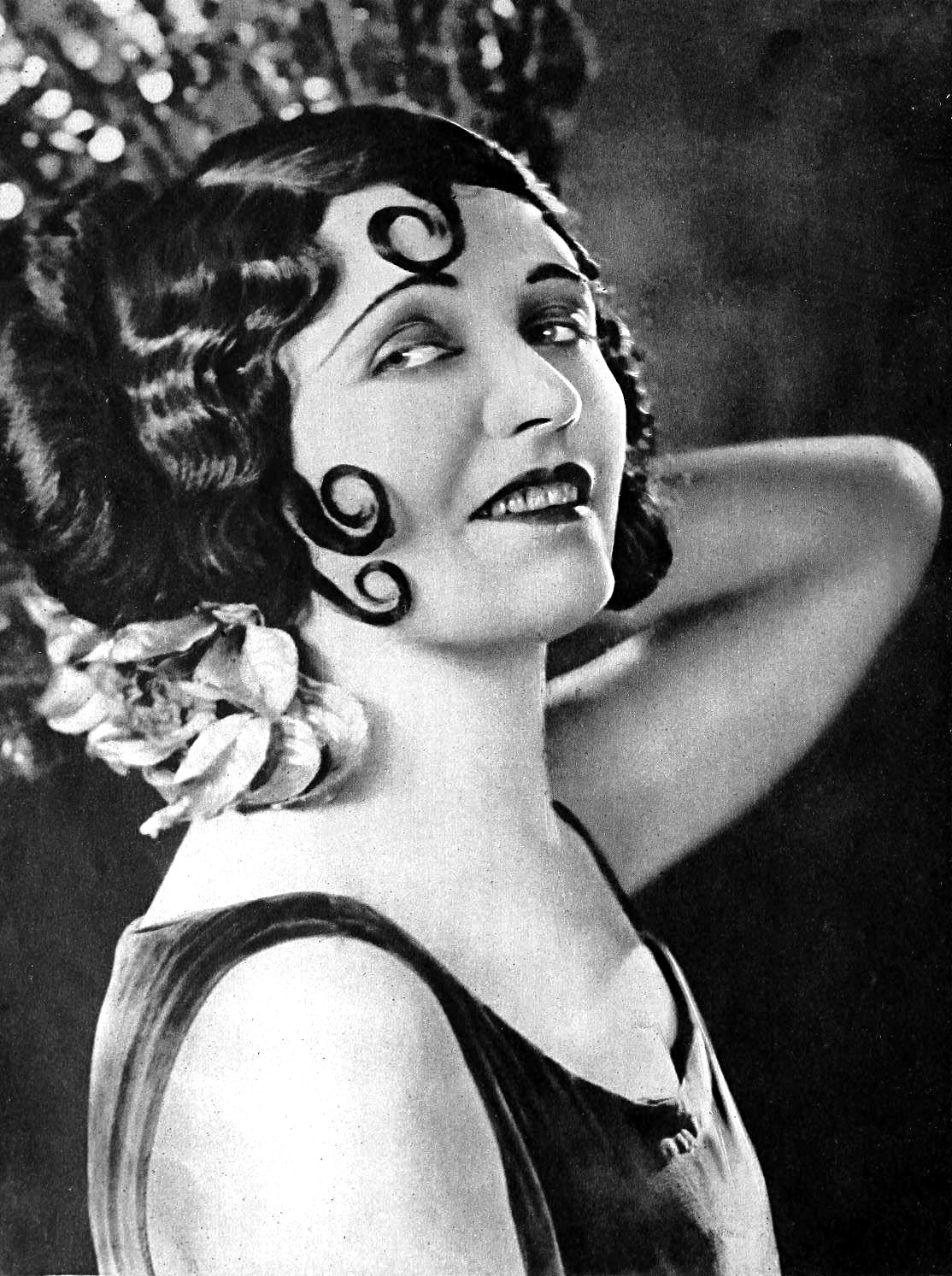
Pola Negri.

- 1987: Pola Negri (Bárbara Apolonia Chalupiec, 90 años), actriz polaca de cine mudo (n. 1897).
- 1989: John Ogdon, pianista británico (n. 1937).
- 1990: Norbert Elias, sociólogo alemán (n. 1897).
- 1990: Bárbara Mujica, actriz argentina (n. 1944).
- 1993: Abraham Guillén, anarquista español (n. 1913).
- 1995: Julián Berrendero, ciclista español (n. 1912).
- 1996: Frida Boccara, cantante francesa (n. 1940).
- 1996: Tadeus Reichstein, químico polaco, premio Nobel de medicina en 1950 (n. 1897).
- 1996: Lucille Teasdale-Corti, médica y misionera canadiense (n. 1929).
- 1997: Sviatoslav Richter, pianista ucraniano (n. 1915).
- 2003: Marie Trintignant, actriz francesa (n. 1962), asesinada por su novio.
- 2004: Philip Hauge Abelson físico estadounidense (n. 1913).
- 2005: Constant Nieuwenhuys, pintor neerlandés (n. 1920).
- 2005: Fahd bin Abdulaziz, rey y dictador árabe (n. 1921).
- 2008: Leopoldo Alas Mínguez, escritor español (n. 1962).
- 2009: Corazón Aquino, política proestadounidense filipina, presidenta entre 1986 y 1992 (n. 1933).
- 2010: Lolita Lebrón, independentista puertorriqueña (n. 1920).
- 2011: Zhanna Projorenko, actriz soviética (n. 1940).
- 2011: Florentina Gómez Miranda, abogada y política argentina (n. 1912).
- 2011: Ana María Zeno, médica argentina (n. 1922).
- 2011: Concha Alós, escritora española (n. 1926).
- 2014: Carlos Galván (Juan Carlos Mostowyk), bandoneonista, director de orquesta y compositor argentino de tango (n. 1940).
- 2015: Stephan Beckenbauer, futbolista alemán (n. 1968).
- 2015: Cilla Black, cantante y presentadora de televisión británica (n. 1943).
- 2015: Marco Aurelio Carballo, escritor y periodista mexicano (n. 1942).
- 2015: Bernard d'Espagnat, físico y filósofo francés (n. 1921).
- 2016: Ana de Borbón-Parma, aristócrata francesa, reina de Rumania (n. 1923).
- 2016: Raimundo Ongaro, dirigente sindical argentino (n. 1924).
- 2016: Oscar Celli Gerbasi, académico y político venezolano (n. 1946).
- 2018: Mary Carlisle, actriz estadounidense (n. 1914).
- 2019: Jaime Santos, fue un actor, humorista y director colombiano. (n. 1940).
- 2019: D. A. Pennebaker, cineasta y documentalista estadounidense (n. 1925).
- 2019: Rodolfo Zapata, cantante y actor argentino (n. 1932).
- 2020: Wilford Brimley, actor estadounidense (n. 1934).
- 2020: Julio Diamante, cineasta español (n. 1930).
- 2021: Gino Renni, actor, cantante y comediante argentino de origen italiano (n. 1943).
- 2022: Rosa de Castilla, actriz y cantante mexicana (n. 1932)

## Celebraciones
- Día de la Pachamama.[3]

- Día Mundial de la Alegría.[4]

- Día de la Sobrecapacidad de la Tierra.[5]
También conocido como el Día de la Deuda Ecológica o Día del Sobregiro de la Tierra  es el día del año (día del calendario) en que la humanidad ha agotado el presupuesto de la naturaleza para el año. Durante el resto del año, la sociedad opera en un exceso ecológico al reducir las reservas de recursos locales y acumular dióxido de carbono en la atmósfera. Es decir cuando el consumo de recursos naturales por parte de los seres humanos excede la capacidad terrestre de regenerar tales recursos ese mismo año.[6][7]
(en inglés como Earth Overshoot Day, o el Ecological Debt Day y por sus siglas en dicho idioma: EOD)

- Día Mundial del ARN (Ácido Ribonucleico).
Para dar a conocer la importancia de esta molécula en la generación de proteínas en el organismo.

- Día de Spiderman.[8]
En honor a la primera aparición del arácnido en cómics, el volumen fue Amazing Fantasy #15.

Compartidas
- Organización Mundial de la Salud:
  - Semana Mundial de la Lactancia Materna.
Se celebra del 1 al 7 de agosto desde 1992 y fue establecida en ese mismo año por la OMS, el Fondo de las Naciones Unidas para la Infancia (UNICEF) y en colaboración con la Alianza Mundial pro Lactancia Materna (WABA).

- Argentina y  Paraguay:
  - Caña con ruda.[9]
Quienes buscan contrarrestar los males del frío, beben un sorbito de caña con ruda en ayuno. Según la costumbre, hoy se debe empezar el día tomando tres sorbos de esta mezcla porque esto ayudará a vencer las dificultades económicas, combatir enfermedades y alejar las malas energías de un mes largo y con muchas variaciones climáticas.[10]

 Por países
(Por orden alfabético)
- Barbados:
  - Día de la emancipación.[11]

- Benín:
  - Día de la Independencia.[12]

- Estados Unidos:
  - Día de la Novia.

- México:
  - Día del Telefonista.
(Aniversario del Sindicato de Telefonistas de la República Mexicana).
Fundación: 1 de agosto de 1950 (75 años).

- Suiza:
  - Fiesta Nacional de Suiza (en alemán Schweizer Bundesfeiertag; en francés Jour de la fête nationale suisse; en italiano Giorno della festa nazionale svizzera; en romanche Di da la festa naziunala Svizra) es el Día Nacional Suizo, oficial en toda Suiza desde el año 1994. La fiesta se celebró por primera vez en el año 1891, como conmemoración del 600 aniversario del Pacto Federal de 1291, elegido como mito fundador, en lugar del Juramento de Rütli que se festejaba anteriormente. La fecha del 1º de agosto se determina igualmente por este pacto, que fue firmado a principios de agosto, aunque no se conoce la fecha exacta.

Paganismo
- Lugnasad en la mitología celta y Wicca.

### Santoral católico

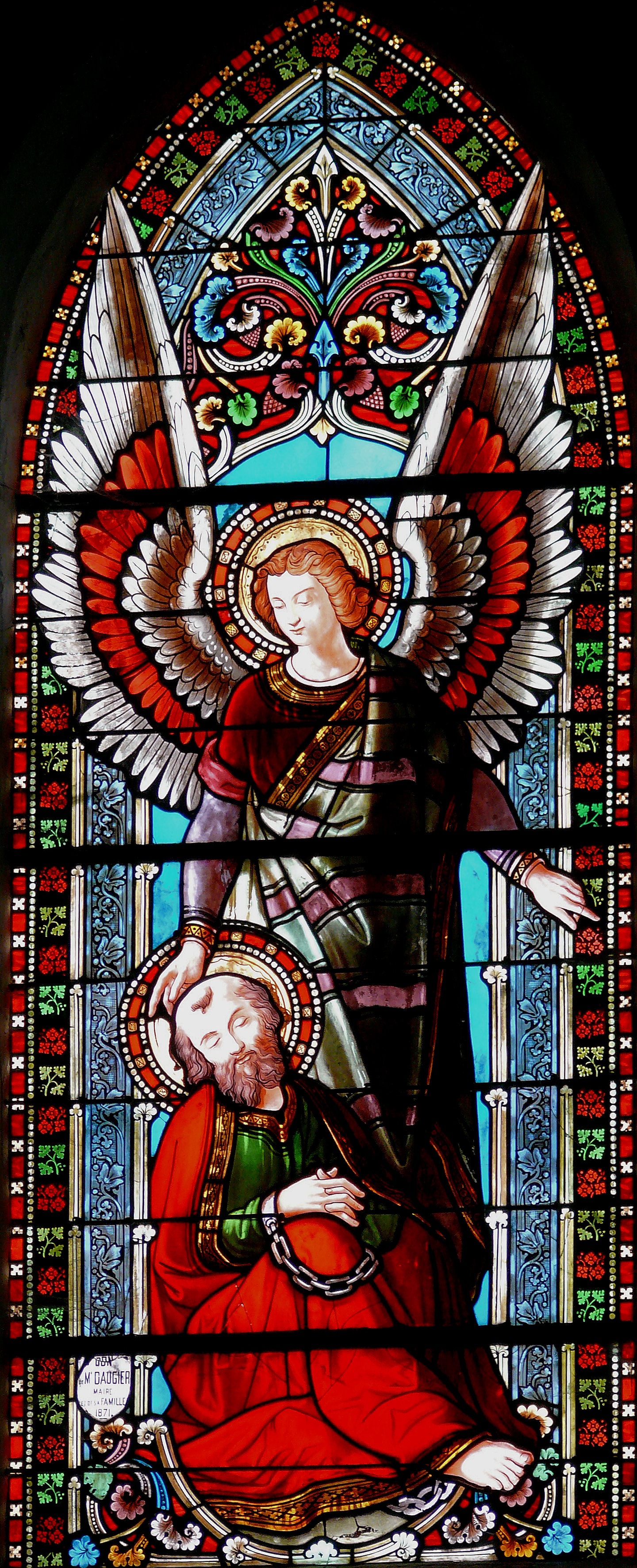
San Pedro encadenado, en un vitral de la Iglesia de Saint-Félicien en Issigeac, Francia.

- San Pedro ad Vincula, advocación del apóstol San Pedro narrada en Los hechos de los apóstoles. (imagen ilustrativa).
- San Alfonso María de Ligorio, obispo y doctor de la Iglesia (1787).[13]
- Santos Mártires Macabeos, siete hermanos mártires.
- San Eleazar de Antioquía, escriba y mártir.
- San Secundino de Roma, mártir.
- San Félix de Gerona, mártir (s. IV).[13]
- San Eusebio de Vercelli, obispo (371).
- San Exsuperio de Bayeux, obispo (s. IV).[13]
- San Severo de Aquitania, presbítero (c. 500).[13]
- Santos Friardo y Secundino de Vinduneta, eremitas (s. VI).
- San Jonato de Marchiennes, abad (c. 690).[13]
- San Ethelwoldo de Winchester, obispo (984).[13]
- Beato Emerico de Quart, obispo (1313).[13]
- Beato Juan Bufalari, religioso (c. 1336).[13]
- San Pedro Favre, presbítero (1546).
- Beato Tomás Welbourne, mártir (1605).[13]
- Santos Domingo Nguyen Van Hanh y Bernardo Vu Van Due, presbíteros y mártires (1838).
- San Pedro Julián Eymard, presbítero (1868).
- Beato Bienvenido de Miguel Arahal, presbítero y mártir (1936).[13]
- Beato Alexis Sobaszek, presbítero y mártir (1942).
- Beatas María Estrella del Santísimo Sacramento y sus diez compañeras, vírgenes y mártires (1943).[13]